# المطروق

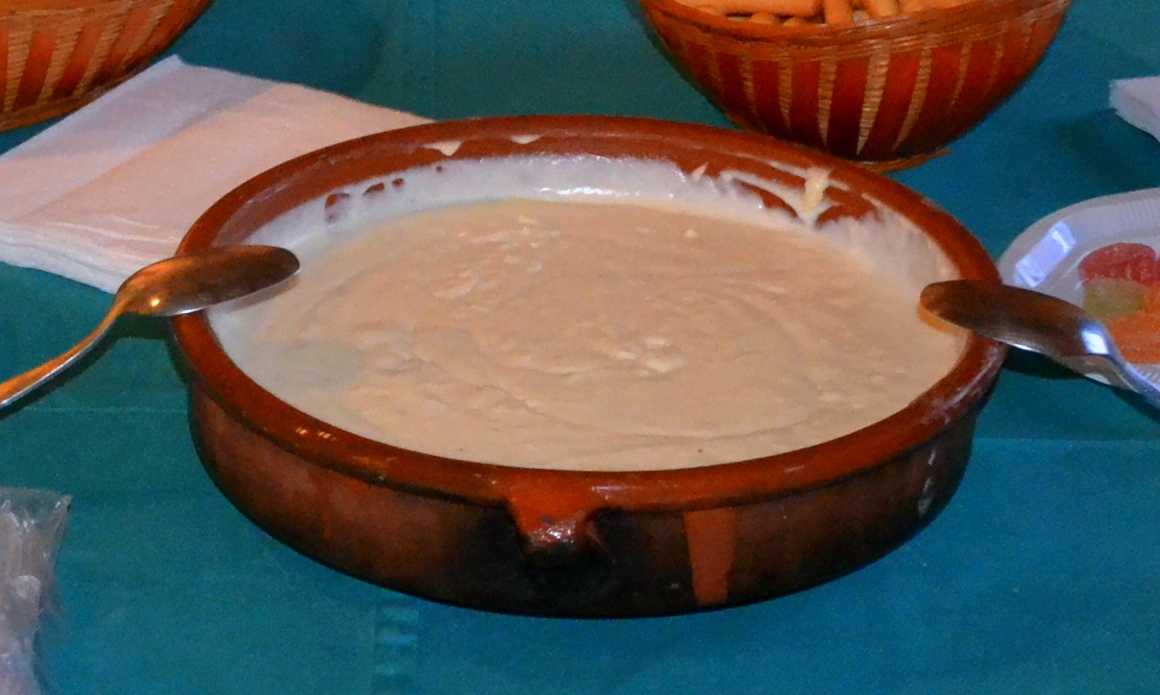
قصعة من المطروق

المطروق هي صلصة جبن بالثوم من المطبخ القطلوني في العصور الوسطى من كتاب Llibre de Sent Soví. ولها وصفة مماثلة في كتاب Llibre del Coch بقلم روبرت د نولا، وصفة لصلصة مصنوعة من الثوم والبيض والجبن والمرق والتي تقدم مع الحجل. في الاستخدام الحديث يشير إلى صلصة الزيت والثوم والجبن التي تقدم مع كسرولة الباذنجان. قد يكون للمطروق أصول سفاردية ما قبل محاكم التفتيش وقد أصبح تقديمه مع الباذنجان منتشرًا على نطاق واسع في المطبخ التركي الحديث.